# گاخوسان
گاخوسان (به لاتین: Gakhosan) یک کوه در کره جنوبی است که در Chungcheongbuk-do, South Korea واقع شده‌است. گاخوسان ۱٬۱۷۹ متر بالاتر از سطح دریا واقع شده‌است.